# The Specialist
The Specialist is een Amerikaanse actiefilm uitgebracht in 1994 en geregisseerd door Luis Llosa. De productie werd genomineerd voor vijf Razzie Awards en 'won' daarvan daadwerkelijk die voor slechtste actrice (Sharon Stone) en slechtste filmkoppel (Stone en Sylvester Stallone).

## Verhaallijn
Ray Quick (Sylvester Stallone) en Ned Trent (James Woods), explosieven-experts van de CIA, zijn in 1984 op een missie waarbij ze een Zuid-Amerikaanse drugsdealer moeten opblazen. Wanneer de auto van de dealer voorbij komt zit er een klein meisje in de auto. Ray wil niet dat het meisje gewond raakt dus wil de missie stopzetten. Ned wil dit niet en wordt daarom door Ray geslagen.
Nu woont Ray in Miami als huurmoordenaar en neemt zijn contracten aan via een computer. Ray neemt alleen de contracten aan die hij zelf wil en hij is gespecialiseerd in het maken van bommen. Als Ray een contract aanneemt van May Munro (Sharon Stone) moet Ray drugsbaron Joe Leon (Rod Steiger) om het leven brengen omdat hij de ouders van May vermoordde. Omdat dit een wraakklus is nam Ray het aan en besluit May te helpen. Ned werkt nu voor Joe en hij herkent de bomaanslag die gepleegd is op de zoon van Joe en besluit om achter Ray aan te gaan om wraak te nemen. Ray en May krijgen echter een relatie wat het allemaal een stuk ingewikkelder maakt als May wordt gebruikt door Ned om zo Ray op te pakken. Ze speelt eigenlijk een dubbelspel om zo Ray te beschermen die nu May moet redden en tegelijkertijd Joe om het leven moet brengen.

## Rolverdeling
| Acteur             | Personage  |
| ------------------ | ---------- |
| Sylvester Stallone | Ray Quick  |
| Sharon Stone       | May Munro  |
| Rod Steiger        | Joe Leon   |
| James Woods        | Ned Trent  |
| Eric Roberts       | Tomas Leon |